# Zydeco Joe
Zydeco Joe ou Zydeco Joe Mouton, né Joseph Adam Mouton le 25 octobre 1943 à Lafayette où il est mort le 17 novembre 2007, est un chanteur et musicien louisianais de musique zydeco.
Zydeco Joe Mouton a passé son enfance dans une ferme de la paroisse de Lafayette au milieu des champs de coton, de maïs et de pommes de terre. Comme beaucoup de gens de son âge, vivant au sud-ouest de la Louisiane, il a été puni d'avoir parlé le français avec ses camarades de classe. Il ne parlait que le français avec sa grand-mère, qui l'a élevé et qui ne comprenait pas l'anglais. Aujourd'hui, dit-il, "Je suis si fier que je parle français et peut communiquer avec des gens partout".
À 13 ans il commence à apprendre la guitare, et joue des airs traditionnels cajuns de musique cadienne qu'il entend autour de lui, dans cette région de la Louisiane enracinée dans ses origines franco-louisianaises.
Ce n'est qu'à 45 ans qu'il apprend à jouer de l'accordéon grâce au musicien de zydeco Dudley Broussard. Après la maîtrise de l'instrument, Joe Mouton a formé son groupe "Laissez Le Bon Temps Rouler Band" en 1988. Le groupe chante en français les chansons traditionnelles zydeco sur des airs de blues.
Il devient avec le temps un musicien de blues et de zarico qui anime, avec son groupe de musiciens, les fêtes de Mardi Gras, les Fais dodo (bals cadiens), les nombreuses fêtes à l'écrevisse (Breaux Bridge Crawfish Festival) et les divers festivals de musiques cadiennes et créoles en Louisiane (French Market Festival de La Nouvelle-Orléans et Festivals Acadiens et Créoles de Lafayette). Zydeco Joe Mouton donne également de sa personne en allant régulièrement jouer dans les maisons de retraite. 
Zydeco Joe Mouton se voulait un rassembleur autour de la musique zydeco. Pour lui, le zydeco était un moyen de réunir tout le monde, des gens de toute race et de tout horizon, en contraste avec la ségrégation qu'il avait vécu lors de son enfance. "Le zycedo permet se mélange où tous ensemble, les gens dansent sur la musique zydeco. Les gens oublient ainsi le temps d'une danse ou d'une soirée la haine". 

## Discographie
- "Black Cat", label "Zydeco Gumbo Records", 2006
- "Jack Rabbit", label "Maison de Soul Records", Ville-Platte, 2001